# Rhinella achavali
Rhinella achavali és una espècie de gripau de la família Bufonidae nadiua d'Uruguai i el sud del Brasil.
Es troben dins o prop de petits rierols forestals. És comú localment però el seu hàbitat està amenaçat per les plantacions d'espècies de fusta exòtica.